# Schiefling am Wörthersee
Schiefling am Wörthersee (en slovène : Škofiče) est une commune (Marktgemeinde) autrichienne du district de Klagenfurt-Land en Carinthie.

## Géographie

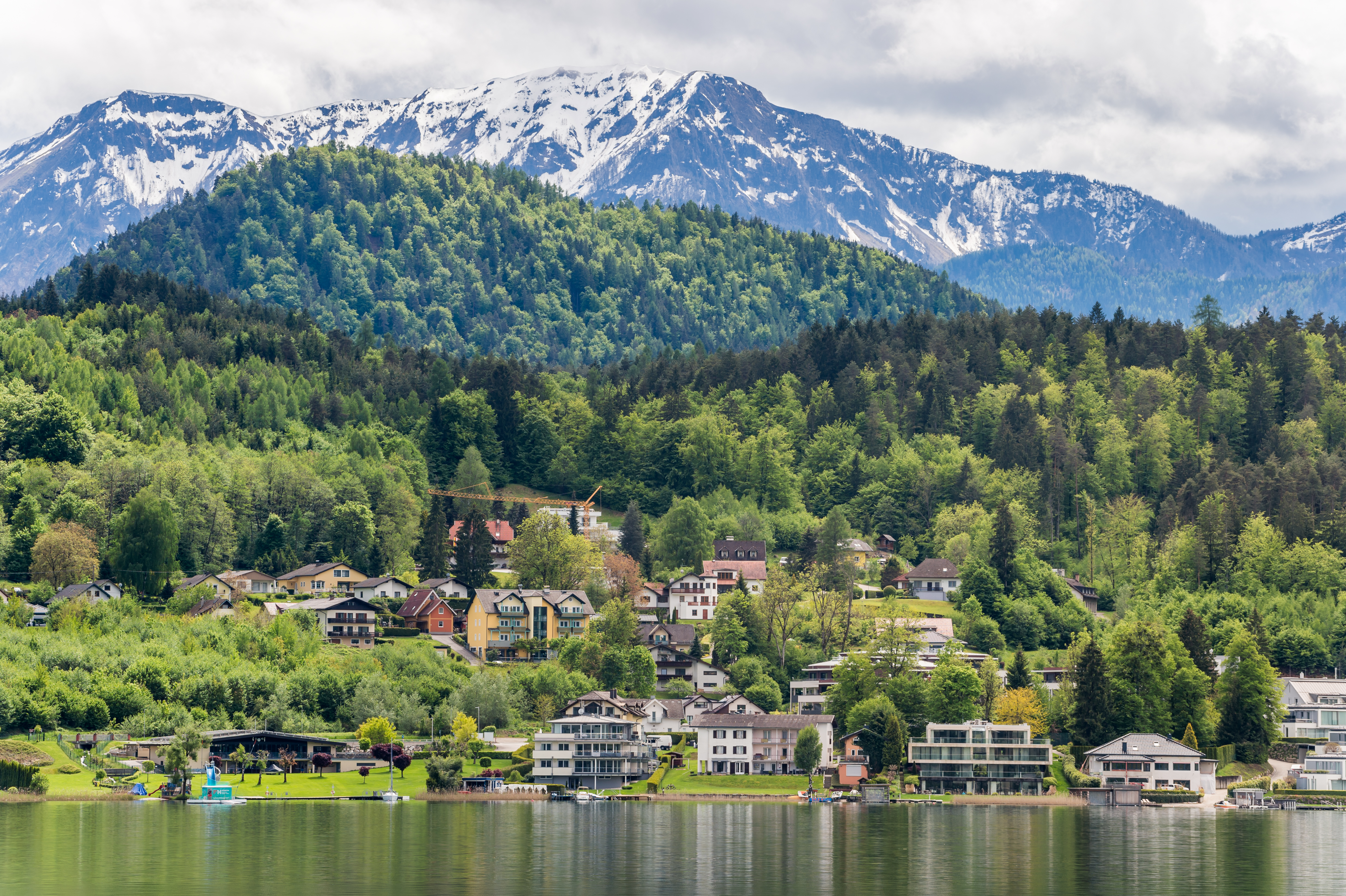
Rive sud du lac Wörthersee.

Le territoire communal s'étend sur une cordillère au rive sud du lac Wörthersee, à environ 15 kilomètres à l'ouest de Klagenfurt.

## Jumelages
La commune de Schiefling est jumelée avec :
- Romans d'Isonzo (Italie) depuis 2000

## Personnalités
Le village d'Auen sur la rive sud du Wörthersee est un lieu de villégiature prisée par des personnalités connues, dont le compositeur Alban Berg (1885–1935) et l'industriel Friedrich Karl Flick (1927–2006).
1. ↑  « Einwohnerzahl 1.1.2018 nach Gemeinden mit Status, Gebietsstand 1.1.2018 », Statistik Austria (en) (consulté le 9 mars 2019)